# Powiat brzeskokujawski
Powiat brzeski – powiat w województwie mazowieckim istniejący w czasach Królestwa Polskiego w latach 1815–1836, następnie powiat w guberni mazowieckiej i guberni warszawskiej. Siedzibą powiatu był Brześć Kujawski, następnie Włocławek; zmieniono wówczas nazwę powiatu na powiat kujawski (od 1867 powiat włocławski).